# Кисельное (озеро)
Кисельное (каз. Кисельное) — озеро в Кызылжарском районе Северо-Казахстанской области Казахстана. Находится в 5 км к востоку от села Асаново и в 12 км к северо-западу от села Камышлово.
По данным топографической съёмки 1940-х годов, площадь поверхности озера составляет 1,37 км². Наибольшая длина озера — 1,7 км, наибольшая ширина — 1,2 км. Длина береговой линии составляет 4,6 км, развитие береговой линии — 1,1. Озеро расположено на высоте 131,8 м над уровнем моря.